# Universidad Demócrito de Tracia

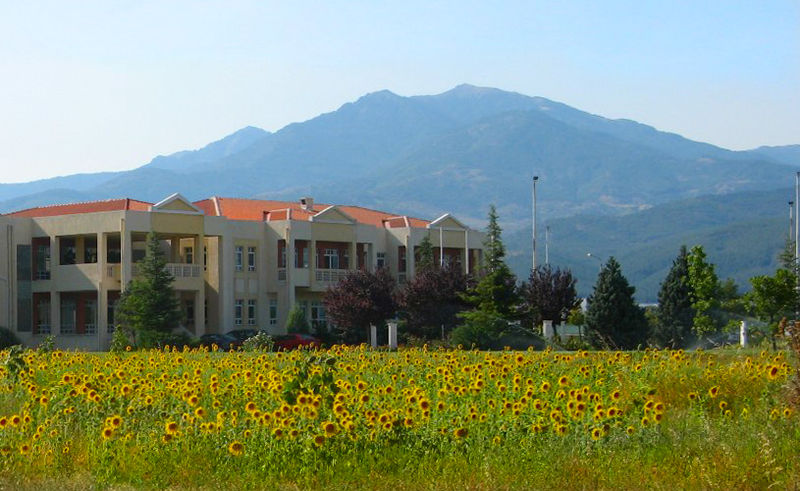
Universidad Demócrito de Tracia, Komotini, Tracia, Grecia.

La Universidad Demócrito de Tracia (en griego: Δημοκρίτειον
Πανεπιστήμιον Θρᾷκης) fue nombrada a raíz del antiguo filósofo griego Demócrito,
quien nació en la ciudad de Avdira. Esta universidad griega es la mayor de la
región griega de Macedonia Oriental y Tracia. Se estableció en julio de 1973 y
tiene su base en Komotini, y tiene campus en las ciudades de Xanthi, Komotini,
Alexandroupoli y Orestiada.
La universidad aceptó a sus primeros estudiantes en el curso
1974-1975. Desde 2014 la universidad comprende 8 facultades; Facultad de
Humanidades, Facultad de Ingeniería, Facultad de Derecho, Facultad de
Educación, Facultad de Ciencias Sociales y Económicas, Facultad de Ciencias de
la Sauld y Facultad de Educación Física
y Ciencias del Deporte. El número total de estudiantes es aproximadamente
27.000.
Como Universidad es propiedad del Estado y está totalmente
autoadministrada. De este modo, es supervisado y subvencionado por el Estado
griego y el ministro de Educación Nacional y Asuntos Religiosos.

## Facultades y departamentos
- Xanthi
  - Facultad de Ingeniería
    - Departamento de Ingeniería Eléctrica y Ingeniería en computación
    - Departamento de Ingeniería Civil
    - Departamento de Ingeniería Ambiental
    - Departamento de Ingeniería de la Edificación
    - Departamento de Ingeniería de Producción y Gestión

- Komotini
  - Departamento de Derecho
  - Departamento de Educación Física y Ciencias del Deporte
  - Departamento de Historia y Etnología
  - Departamento de Literatura Griega
  - Departamento de Administración [Social http://dasta.duth.gr/ Social]
  - Departamento de Relaciones Económicas Internacionales y Desarrollo
  - Departamento de Lenguas , Literatura y Cultura de los países del Mar Negro
  - Departamento de Administración de Empresas
  - Departamento de Ciencia Política

- Alexandroupoli
  - Departamento de Medicina
  - Departamento de Biología Molecular y Genética
  - Facultad de Ciencias de la Educación
    - Departamento de Educación primaria
    - Departamento de Ciencias de la Educación de la Primera Infancia

- Orestiada
  - Departamento de Desarrollo Agrícola
  - Departamento de Ingeniería de montes y Gestión del Medio Ambiente y Recursos Naturales

## Evaluación Académica
Una evaluación externa de todos los departamentos académicos en las universidades griegas se llevará a cabo por la Garantía de la Calidad Helénica y la Agencia de Acreditación (HQAA) en los próximos años.
- Departamento de Biología Molecular y Genética (2011)
- Colegio de Medicina (2011)
- Departamento de Gestión Forestal del Medioambiente y Recursos Naturale (2011)
- Departamento de Ingeniería Medioambiental (2008)
- Departamento de Ingeniería Arquitectónica (2013)
- Departamento de Educación Física y Ciencias del Deporte (2011)
- Departamento de Ciencias de la Educación en la Primera Infancia (2013)
- Departamento de Educación Primaria (2013)

## 
- Datos: Q1121584
- Multimedia: Democritus University of Thrace / Q1121584